# Veletržní pohár 1961/1962
Sezóna 1961/62 Veletržního poháru byla 4. ročníkem tohoto poháru. Mohl se účastnit jenom jeden klub z každého města, takže bylo běžné, že více týmů z jednoho města do turnaje vyslalo společnou reprezentaci města. Vítězem se stal tým Valencia CF.

## První kolo
| Domácí v 1. zápase          | Celkem | Hosté v 1. zápase        | 1. zápas | 2. zápas |
| --------------------------- | ------ | ------------------------ | -------- | -------- |
| FC Lausanne-Sport           |        | –                        | –        | –        |
| Valencia                    | 7–1    | Nottingham Forest FC     | 2–0      | 5–1      |
| Royale Union Saint-Gilloise | 1–5    | Heart of Midlothian FC   | 1–3      | 0–2      |
| Köln                        | 4–41   | FC Internazionale Milano | 4–2      | 0–2      |
| Iraklis Soluň               |        | –                        | –        | –        |
| AC Milán                    | 0–2    | Novi Sad XI              | 0–0      | 0–2      |
| RC Strasbourg Alsace        | 3–13   | MTK Budapešť             | 1–3      | 2–10     |
| Spartak KPS Brno            | 3–6    | Lipsko XI                | 2–2      | 1–4      |
| Hannover                    | 0–3    | Español                  | 0–1      | 0–2      |
| Birmingham City FC          |        | –                        | –        | –        |
| Basilej XI                  | 2–5    | FK Crvena zvezda         | 1–1      | 1–4      |
| Hibernian FC                | 6–4    | Belenenses               | 3–3      | 3–1      |
| Olympique Lyon              | 6–7    | Sheffield Wednesday      | 4–2      | 2–5      |
| AS Řím                      |        | –                        | –        | –        |
| Západní Berlín XI           | 1–3    | Barcelona                | 1–0      | 0–3      |
| Stævnet                     | 4–9    | NK Dinamo Záhřeb         | 2–7      | 2–2      |

1Internazionale zvítězilo v rozhodujícím utkání na neutrální půdě 5–3.

## Druhé kolo
| Domácí v 1. zápase     | Celkem | Hosté v 1. zápase        | 1. zápas | 2. zápas |
| ---------------------- | ------ | ------------------------ | -------- | -------- |
| FC Lausanne-Sport      | 3–4    | Valencia                 | 3–4      | –        |
| Heart of Midlothian FC | 0–5    | FC Internazionale Milano | 0–1      | 0–4      |
| Iraklis Soluň          | 3–10   | Novi Sad XI              | 2–1      | 1–9      |
| MTK Budapešť           | 3–3    | Lipsko XI                | 3–0      | 0–3      |
| Español                | 5–3    | Birmingham City FC       | 5–2      | 0–1      |
| FK Crvena zvezda       | 5–0    | Hibernian FC             | 4–0      | 1–0      |
| Sheffield Wednesday    | 4–1    | AS Řím                   | 4–0      | 0–1      |
| Barcelona              | 7–3    | NK Dinamo Záhřeb         | 5–1      | 2–2      |

1 MTK zvítězilo v rozhodujícím zápase na neutrální půdě 2–0.

## Čtvrtfinále
| Domácí v 1. zápase  | Celkem | Hosté v 1. zápase        | 1. zápas | 2. zápas |
| ------------------- | ------ | ------------------------ | -------- | -------- |
| Valencia            | 5–3    | FC Internazionale Milano | 2–0      | 3–3      |
| Novi Sad XI         | 2–6    | MTK Budapešť             | 1–4      | 1–2      |
| Español             | 2–6    | FK Crvena zvezda         | 2–1      | 0–5      |
| Sheffield Wednesday | 3–4    | Barcelona                | 3–2      | 0–2      |

## Semifinále
| Domácí v 1. zápase | Celkem | Hosté v 1. zápase | 1. zápas | 2. zápas |
| ------------------ | ------ | ----------------- | -------- | -------- |
| Valencia           | 10–3   | MTK Budapešť      | 3–0      | 7–3      |
| FK Crvena zvezda   | 1–6    | Barcelona         | 0–2      | 1–4      |

## Finále
| Domácí v 1. zápase | Celkem | Hosté v 1. zápase | 1. zápas | 2. zápas |
| ------------------ | ------ | ----------------- | -------- | -------- |
| Valencia           | 7–3    | Barcelona         | 6–2      | 1–1      |

## Vítěz
| Veletržní pohár 1961/62 Valencia CF |